# Campionati del mondo di triathlon long distance del 1994
I Campionati del mondo di triathlon long distance del 1994 (I edizione) si sono tenuti a Nizza, Francia in data 26 giugno 1994.
La gara maschile è stata vinta dall'olandese Rob Barel, mentre quella femminile dalla francese Isabelle Mouthon-Michellys.

## Risultati

### Élite uomini
| Pos. | Nome         | Paese       | Totale   |
| ---- | ------------ | ----------- | -------- |
|      | Rob Barel    | Paesi Bassi | 05:59:47 |
|      | Lothar Leder | Germania    | 06:00:18 |
|      | Yves Cordier | Francia     | 06:03:09 |

### Élite donne
| Pos. | Nome                       | Paese       | Totale   |
| ---- | -------------------------- | ----------- | -------- |
|      | Isabelle Mouthon-Michellys | Francia     | 06:41:50 |
|      | Karen Smyers               | Stati Uniti | 06:57:21 |
|      | Lydie Reuze                | Francia     | 07:01:17 |